# Cynthia Lennon
Cynthia Lennon, született Powell (Blackpool, 1939. szeptember 10. – Calvià, Mallorca, Spanyolország, 2015. április 1.) John Lennon első felesége és Julian Lennon édesanyja.

## Élete
Blackpoolban született, a legkisebbként három testvér közül. Tanulmányait csakúgy, mint Lennon, a Liverpool College of Artban végezte, ott ismerkedtek össze a kalligráfia osztályban, s kapcsolatuk ott bontakozott ki. Amikor a The Beatles Hamburgban turnézott, Cynthia John nagynénjénél (Mimi Smith) – aki törvényes gyámja is volt egyben – bérelte John szobáját. Miután állapotos lett, 1962. augusztus 23-án Liverpoolban összeházasodtak Lennonnal. 1964-től Kenwoodban éltek, Weybridge-ben, ahol Cynthia a háztartást vezette, és részt vett Johnnal London társadalmi életében. 1968-ban John elhagyta Cynthiát Yoko Ono miatt, és 1968. november 8-án el is váltak.
1970–73 között Cynthia az olasz hoteltulajdonos, Roberto Bassanini felesége volt, majd 1976-ban házasságot kötött John Twist mérnökkel, akivel 1983-ig élt együtt. Válásuk után a nevét Twistről újra Lennonra változtatta. Közben, 1978-ban kiadott egy visszaemlékezést Twist of Lennon címmel. Később megismerkedett Jim Christie-vel, aki 17 évig volt az élettársa. 2002-ben férjhez ment Noel Charles bártulajdonoshoz, akinek 2013-ban bekövetkezett haláláig házasok maradtak. 2005-ben intimitásokat is tartalmazó életrajzi könyvet publikált John címmel. Egy ideig egy éttermet üzemeltetett Lennon’s néven a West Enden. Festményeiből többször rendeztek kiállítást. Éveken keresztül szervezett aukciókat azoknak az emléktárgyaknak, amelyek a Lennonnal közös életével voltak kapcsolatosak. 2006-ban fiával, Juliannel részt vettek a Love premierjén Las Vegasban, amelynek témája a Beatles zenéje. 2015-ben bekövetkezett haláláig Mallorca szigetén élt, Spanyolországban.

## Cynthia és John Lennon
Cynthia egyszer az iskolában meghallotta, hogy John egy szőke lánynak azzal bókol, hogy úgy néz ki, mint Brigitte Bardot. Ő is szőkébbre festette a haját, és ekkor már Lennon is felfigyelt rá. Bár egész környezete arra intette, hogy a durva, féltékeny, dorbézoló természetű Johnt inkább kerülje (kapcsolatuk idején durváskodott vele, megütötte, megcsalta stb. John), a sikeréhes, de képességeiben akkor még bizonytalan Lennonnak szüksége volt Cynthia lelki támaszára.
Fiuk, Julian születése idejére (1963. április) tehető a Beatles berobbanása a köztudatba, amelyet Beatlemania néven is neveznek. Az, hogy a zenekar egyik tagja nős, és gyereke is van, nem volt publikus. Tartani lehetett attól, hogy a fanatikus lányrajongók tömegeinek csalódását és emiatti elpártolását az együttes karrierje megsínyli. A New Musical Express 25 adatot közölt a zenekar minden tagjáról, de még csak említést sem tettek erről a tényről. Csak 1963 végére kezdtek kósza hírek kiszivárogni Lennon „titkáról”. Bár Cynthia környezete védte anonimitásukat, Julian keresztelője után robbant a bomba Lennon eltitkolt feleségével és gyerekével kapcsolatban. Epstein a zenekar népszerűsége érdekében már csak abban reménykedett, hogy az újságok legalább azt nem szellőztetik meg, hogy Cynthia már az esküvő előtt állapotos volt. Cynthia elkísérte Johnt Amerikába a Beatles első turnéjára, s a róluk készül fotók alapján az egész világ előtt ismertté vált. Ezzel kezdetét vette a Johnba szerelmes lányrajongók tömegeinek Cynthia elleni tüntetése, és nemcsak pszichésen, de gyakran fizikai atrocitások is érték.
Cynthia tudott arról, amikor John Preludint szedett és kannabisztartalmú cigarettát szívott, de úgy gondolta, ezek nem veszélyes drogok. Ám egyszer, neje tudta nélkül, John kipróbálta, s attól fogva a kannabisz mellett rendszeresen használta az LSD-t is. Cynthia visszaemlékezése szerint ekkor kezdődött házasságuk tönkremenni. John zárkózottabbá vált, és csak a karrierje érdekelte, hogy megmutassa a világnak, mit is tud.
Mielőtt a Beatles Indiába repült Maharisi Mahes jógihoz egy több hónapos meditációs gyakorlatra, Cynthia megtalálta Yoko Ono Lennonnak írt leveleit, ami világossá tette számára, hogy szoros kapcsolatban állnak egymással. John ugyan tagadta ezt, és csak egy őrült művésznek nevezte Yokót, aki szponzoráltatni akarja magát vele, de a tények mást mutattak. Indiából hazafelé a repülőn John a whiskytől és a drogtól alaposan belőve eldicsekedett azzal az ezernyi nővel a világon, akihez köze volt a házassága alatt. Nem sokkal később, a Görögországból a tervezettnél hamarabb hazaérő Cynthia Johnt és Yokót egy szál fürdőköpenyben találta a lakásukban, amint egymás szemébe bámulnak. Később azt a hírt kapta, hogy John be akarja perelni őt házasságtörésért, hogy könnyebben egybekelhessen Yokóval, de annak terhessége végleg véget vetett az áldatlan csatának, és 1968. november 8-án elváltak.
1980. december 9-e volt már Angliában, amikor megcsörrent a telefon, és Ringo Starr könnyektől fátyolos hangon, Amerikából közölte Cynthiával, hogy John Lennon már két órája halott.
2010. október 9-én Cynthia és Julian leplezték le Liverpoolban a John Lennon Peace Monumentet John Lennon 70. születésnapján.
Cynthia Lennon 2015. április 1-én hunyt el mallorcai otthonában, a rákkal vívott rövid küzdelem után. Paul McCartney és Ringo Starr úgy emlékezett rá mint egy kedves nőre, egy jó anyára, aki a kezdetektől ott volt a körükben, és aki nagyon fog hiányozni.